# Xã Silver Lake, Quận Adams, Nebraska
Xã Silver Lake (tiếng Anh: Silver Lake Township) là một xã thuộc quận Adams, tiểu bang Nebraska, Hoa Kỳ. Năm 2020, dân số của xã này là 63 người.